# Morás (La Coruña)
Morás o San Esteban de Morás (llamada oficialmente Santo Estevo de Morás) es una parroquia y una aldea española del municipio de Arteijo, en la provincia de La Coruña, Galicia.

## Organización territorial
La parroquia está formada por quince entidades de población, constando once de ellas en el nomenclátor del Instituto Nacional de Estadística español:
- A Estación
- As Rosiñas
- A Zapateira
- Campo de Golf
- Canzobre
- Freán
- Iglesario (O Igrexario)
- Insua (A Insua)
- Martulo
- Monte de Arcas (Monte das Arcas)
- Morás
- Santa Cecilia (Santa Icía)
- Souto
- Uges[7] (Uxes)
- Xesteira (A Xesteira)

## Demografía

### Parroquia
| Gráfica de evolución demográfica de Morás (parroquia) entre 2000 y 2018 |
|                                                                         |
| Datos según el nomenclátor publicado por el INE.                        |

### Aldea
| Gráfica de evolución demográfica de Morás (aldea) entre 2000 y 2018 |
|                                                                     |
| Datos según el nomenclátor publicado por el INE.                    |